# Herbert Schultze
Herbert Schultze   (Kiel, 24 de juliol de 1909 - Londres, 3 de juny de 1987) va ser un comandant de submarí alemany durant la Segona Guerra Mundial. Va comandar l'U-48 durant vuit patrulles durant la primera part de la guerra, enfonsant 169.709 tones brutes de registre (GRT) de transport marítim. Schultze va rebre la Creu de Cavaller de la Creu de Ferro amb Fulles de Roure.

## Biografia
Schultze va néixer a Kiel. Es va unir a la Reichsmarine l'1 d'abril de 1930. Schultze va rebre diversos cursos de formació d'oficials a l'Acadèmia Naval de Mürwik abans de traslladar-se al creuer alemany Leipzig (2 d'octubre de 1933 - 7 d'octubre de 1934). Durant aquesta tasca, va ser ascendit a Oberfähnrich zur See (guardiamarina sènior) l'1 d'abril de 1934 i a Leutnant zur See (subtinent en funcions) l'1 d'octubre de 1934. El maig de 1937, ara Oberleutnant zur See, Schultze va ser transferit a la força dels submarins, prenent el comandament del submarí U-2 de tipus IIA el 31 de gener de 1938. L'U-2 va ser destinat a l'U-Bootschulflottille (flotilla d'escola d'U-boat); va passar l'any i mig següent entrenant amb el submarít.
El 22 d'abril de 1939 Schultze va encarregar l'U-48, un submarí de tipus VIIB. L'U-48 es convertiria més tard en el submarí més reeixit de la guerra. Va ser assignada a la 7a Flotilla de submarins i va passar els quatre mesos següents entrenant. L'1 de juny de 1939 Schultze va ser ascendit a Kapitänleutnant.

### Segona Guerra Mundial
El 19 d'agost de 1939, a la vigília de la Segona Guerra Mundial, Schultze va treure l'U-48 a la seva primera patrulla. En aquesta patrulla, que va portar l'U-48 a l'Atlàntic Nord, al sud-oest d'Irlanda i al Rockall Bank abans de tornar a Kiel el 17 de setembre, el Leutnant zur See Reinhard Suhren va servir com a primer oficial de guàrdia. El segon oficial de guàrdia de l' U-48 en aquesta patrulla era el Leutnant zur See Otto Ites.
Estava al mar quan la guerra va començar l'1 de setembre de 1939. L'11 de setembre de 1939 va enfonsar el vaixell de càrrega britànic Firby de 4.869 tones de registre brut (GRT). Després de l'enfonsament, va enviar el missatge de ràdio en llenguatge senzill "cq - cq- cq - transmetre al Sr. Churchill. He enfonsat el vapor britànic "Firby". Posició 59.40 nord i 13.50 oest. Salveu la tripulació, si us plau. Submarí alemany." Aquest missatge estava dirigit directament al Primer Lord de l'Almirallat Winston Churchill. Schultze i la seva tripulació ja havien enfonsat el Royal Sceptre el 5 de setembre i Winkleigh tres dies després per un total combinat de 9.908 GRT.
Schultze va interceptar el vaixell de càrrega Browning un temps després i va ordenar que recollissin els supervivents del Royal Sceptre. L'acció d'alto el foc de Schultze consistia en que la tripulació britànica no fes servir les seves ràdios per denunciar-lo. Després de tornar a la base, Schultze va concedir una entrevista a William L. Shirer, un reporter nord -americà, el 29 de setembre de 1939. La patrulla va enfonsar 14.777 GRT.
La segona patrulla va començar el 4 d'octubre i va acabar 21 dies després. Durant la sortida va enfonsar 37.153 GRT en 22 dies. Del 12 al 17 d'octubre de 1939, Schultze va enfonsar cinc vaixells: el petrolier Emile Miguet (14.115 TRB), el Heronspool (15.202 TRB), el Louisiane (6.903 TRB), el Sneaton (3.677 TRB) i el Clan Chisholm (7.256 TRB). Schultze va complir la llei de premis en tot menys l'enfonsament del Clan Chisholm que navegava en el comboi HG 3. Nou homes van morir a bord de les vuit primeres víctimes de Schultze. Durant l'atac va ordenar que el torpede de popa disparés contra un destructor, probablement l'HMS Escort—- sense resultat. Alguns dels vaixells van ser fotografiats durant el seu enfonsament per la tripulació alemanya.
La tercera patrulla de Schultze va durar del 20 de novembre al 20 de desembre. El vaixell es va enfonsar 25.618 TRB Durant els dies 8 i 9 de desembre, Schultze va interceptar el Brandon (6.668 GRT), el San Alberto 7.397 GRT i el Germaine per 5.217 GRT el 15 de desembre. La patrulla només va durar set dies. En el moment de la sortida de Schultze de l'oceà Atlàntic el 19 de desembre, no hi havia hagut submarins al mar durant cinc dies.

### Creu de cavaller
Al gener de 1940, B-Dienst va interceptar senyals navals britànics suggerint que l'Ark Royal estava en ruta pel Canal de la Mànega. Schultze va rebre l'ordre de prendre posició a l'extrem occidental amb altres dos naus —U-26 i U-37— i enfonsar-lo. El 12 de febrer se'ls va ordenar ocupar les seves posicions. Schultze, creient que els altres vaixells s'unien a ell per atacar un comboi que feia l'ombra, va decidir quedar-se amb el comboi i va ignorar les ordres del Befehlshaber der U-Boote (BdU). Va procedir a gastar tots els torpedes menys un i va perdre el portaavions que va atracar a Portsmouth sense ser molestat. Schultze va rebre una lleu reprimenda de Dönitz. La quarta patrulla de Schultze va enfonsar quatre vaixells més del 10 al 17 de febrer de 1940. Dos vaixells holandesos i un vaixell finlandès van acompanyar el Sultan Star de 12.306 GRT, enfonsat el 14 de febrer de 1940. Schultze va rebre la Creu de Cavaller de la Creu de Ferro pels seus èxits el 2 de març. Havia enfonsat 109.074 GRT de navegació.
El 9 d'abril de 1940 la Kriegsmarine va executar l'operació Weserübung. En suport de les invasions de Noruega i Dinamarca, l'U-48 va dur a terme operacions de combat contra vaixells de guerra. El 14 d'abril Schultze va atacar el cuirassat Warspite però els torpedes van fallar. L'U-25 va fer atacs contra el cuirassat a Vestfjorden sense èxit, i probablement a causa de la fallada dels torpedes. En un tercer atac, l'U-47 comandat per Günther Prien va intentar enfonsar el cuirassat però va fracassar pel mateix motiu. Les fallades mecàniques generalitzades dels torpedes en aquesta etapa de la guerra van amenaçar la moral. Es van fer informes detallats a Dönitz. El 20 de maig de 1940 Schultze va lliurar el comandament de l'U-48 a Hans Rudolf Rösing a causa d'una malaltia derivada d'un trastorn estomacal i renal. Schultze va ser enviat a un hospital naval per recuperar-se. A partir d'octubre de 1940 Schultze va passar a formar part de l'estat major de la 7a Flotilla de submarins, a Saint-Nazaire.
El 17 de desembre de 1940 Schultze va reprendre el comandament de l ' U-48, rellevant Heinrich Bleichrodt. La seva represa de les operacions de combat va coincidir amb el període conegut com els "Primers Temps Feliços". Enmig de la seva següent patrulla, el 6 de febrer de 1941, Hitler va emetre la Directiva 23. L'ordre va assenyalar les rutes marítimes britàniques com un objectiu prioritari per a la marina i la Luftwaffe.
El 20 de gener de 1941 Schultze va començar la seva sisena patrulla que va acabar el 17 de febrer. El Nicolas Angelos, un vaixell de 4.351 TRB, va ser enfonsat des del comboi OB 279 l'1 de febrer i el Nailsea Lass, 4.289 GRT, del comboi SLS 64, el va seguir 23 dies després. El comboi va ser atacat per l'Admiral Hipper i diversos altres submarins. Una setena patrulla del 17 de març al 8 d'abril de 1941 va provocar quatre enfonsaments. Schultze va interceptar l'HX 115 el 29 de març i va enfonsar tres vaixells. El Hylton (5.197 GRT), el Germanic (5.352 GRT= i el Limbourg (2.483 GRT). El destacat Beaverdale va ser enfonsat el 2 d'abril, fet que va augmentar el registre en 9.957 TRB En la vuitena i penúltima patrulla de Schultze del 22 de maig al 17 de juny de 1941, va enfonsar cinc vaixells. El 3 de juny l'Inversuir (9.456 GRT) del comboi OB 327, el 5 el Wellfield (6.054 GRT) del convoi OB 328, i els dies 6 i 8 el Tregarthen (5.201 GRT) i després el Pendrecht (10.746 GRT) del comboi OB 329. El Empire Dew (7.005 GRT) del comboi OG 64 va ser l'última víctima de Schultze.

### A terra
Schultze va rebre així les Fulles de Roure a la seva Creu de Cavaller el 12 de juny de 1941. La presentació va ser feta el 30 de juny de 1941 per Hitler a la seu del Führer Wolfsschanze (Cau del Llop) a Rastenburg (ara Kętrzyn a Polònia).
El 27 de juliol de 1941, Schultze va abandonar l'U-48 per prendre el comandament de la 3a Flotilla de submarins operant des de La Rochelle, també a França. Va servir en aquesta capacitat fins al març de 1942, quan va ser assignat a l'estat major del Marinegruppe Nord com a oficial d'estat major d'almirall per a submarins. Va ser assignat a l'estat major de l'almirall Karl Dönitz el desembre de 1942. L'1 d'abril de 1943 va ser ascendit a Korvettenkapitän. El març de 1944 va ser assignat com a comandant del Departament II, Marineschule Mürwik, on va servir fins al final de la guerra.

### Postguerra
L'agost de 1945 va ser emprat pels Aliats com a comandant de l'Acadèmia Naval a Mürwik, prop de Flensburg i el Heinz Krey-bearing. El novembre de 1945, ara civil, va ocupar el càrrec de gerent de les instal·lacions navals de Flensburg-Mürwik fins a l'octubre de 1946.
El 2 de juliol de 1956, Schultze es va unir a la Bundesmarine de l'Alemanya Occidental i va servir en una sèrie de llocs de personal. La seva primera disposició va ser el comandant del 3r Departament d'Interior. Va servir en aquesta capacitat des del 2 de juliol de 1956 fins al 15 de febrer de 1959. Després va servir com a personal d'oficial d'estat major (A1) a l'estat major de comandament de la base naval, va ser comandant de vaixells de comboi, ensenyant caps de grups a l'Acadèmia Naval i cap de la seu d'adopció voluntària de l'Armada fins a la seva jubilació el 30 de setembre de 1968 amb el grau de Kapitän zur See. Schultze va morir el 3 de juny de 1987 a Londres.

## Historial militar

### Promocions
Seekadett- 9 d'octubre de 1930
 Fähnrich zur See – 1 de gener de 1932
 Oberfähnrich zur See – 1 d'abril de 1934
 Leutnant zur See – 1 d'octubre de 1934
 Oberleutnant zur See – 1 de juny de 1936
 Kapitänleutnant – 1 de juny de 1939
 Korvettenkapitän – 1 d'abril de 1943
Bundeswehr
 Fregattenkapitän – 1 de novembre de 1956
 Kapitän zur See – 1 de juliol de 1966

### Condecoracions
Medalla dels 4 anys de Servei (2 d'octubre de 1936)
 Medalla dels Jocs Olímpics (20 d'abril de 1937)
 Creu de Ferro 1939 de 2a Classe (25 de setembre de 1939)
 Creu de Ferro 1939 de 1a Classe (27 d'octubre de 1939)
 Creu de Cavaller de la Creu de Ferro amb Fulles de Roure
 Creu de Cavaller de la Creu de Ferro (1 de març de 1940 com Kapitänleutnant i comandant de l'U-48
 Fulles de Roure - 12 de juny de 1941 (15è) com Kapitänleutnant i comandant de l'U-48
 Insígnia de Guerra dels Submarins (1939) (25 d'octubre de 1939),
 Insígnia de Guerra dels Submarins amb Diamants (15 de juliol de 1941)
 Creu de Guerra al Valor Militar (Itàlia) (14 d'octubre de 1941)

### Patrulles realitzades
| Num | Submarí | Sortida                | Port        | Arribada               | Data        | Durada  |
| --- | ------- | ---------------------- | ----------- | ---------------------- | ----------- | ------- |
| 1   | U-48    | 19 d'agost de 1939     | Kiel        | 17 de setembre de 1939 | Kiel        | 30 dies |
| 2   | U-48    | 4 d'octubre de 1939    | Kiel        | 25 d'octubre de 1939   | Kiel        | 22 dies |
| 3   | U-48    | 20 de novembre de 1939 | Kiel        | 20 de desembre de 1939 | Kiel        | 31 dies |
| 4   | U-48    | 24 de gener de 1940    | Kiel        | 26 de febrer de 1940   | Kiel        | 34 dies |
| 5   | U-48    | 3 d'abril de 1940      | Kiel        | 20 d'abril de 1940     | Kiel        | 18 dies |
| 6   | U-48    | 20 de gener de 1941    | Kiel        | 27 de febrer de 1941   | St. Nazaire | 39 dies |
| 7   | U-48    | 17 de març de 1941     | St. Nazaire | 8 d'abril de 1941      | St. Nazaire | 23 dies |
| 8   | U-48    | 22 de maig de 1941     | St. Nazaire | 17 de juny de 1941     | Bergen      | 27 dies |
| 9   | U-48    | 19 de juny de 1941     | Bergen      | 21 de juny de 1941     | Kiel        | 3 dies  |

### Vaixells enfonsats
| Data                   | Sumbarí | Vaixell atacat                         | Nacionalitat  | Tonatge       | Comboi |
| ---------------------- | ------- | -------------------------------------- | ------------- | ------------- | ------ |
| 5 de setembre de 1939  | U-48    | Royal Sceptre                          | Regne Unit    | 4.853         |        |
| 8 de setembre de 1939  | U-48    | Winkleigh                              | Regne Unit    | 5.055         |        |
| 11 de setembre de 1939 | U-48    | Firby                                  | Regne Unit    | 4.869         |        |
| 12 d'octubre de 1939   | U-48    | Emile Miguet                           | França        | 14.115        | KJ-2   |
| 13 d'octubre de 1939   | U-48    | Heronspool                             | Regne Unit    | 5.202         | OB-17  |
| 13 d'octubre de 1939   | U-48    | Louisiane                              | França        | 6.903         | OA-17  |
| 14 d'octubre de 1939   | U-48    | Sneaton                                | Regne Unit    | 3.677         |        |
| 17 d'octubre de 1939   | U-48    | Clan Chisholm                          | Regne Unit    | 7.256         | HG-3   |
| 27 de novembre de 1939 | U-48    | Gustaf E. Reuter                       | Suècia        | 6.336         |        |
| 8 de desembre de 1939  | U-48    | Brandon                                | Regne Unit    | 6.668         | OB-48  |
| 9 de desembre de 1939  | U-48    | San Alberto                            | Regne Unit    | 7.397         | OB-48  |
| 15 de desembre de 1939 | U-48    | Germaine                               | Grècia        | 5.217         |        |
| 10 de febrer de 1940   | U-48    | Burgerdijk                             | Països Baixos | 6.853         |        |
| 14 de febrer de 1940   | U-48    | Sultan Star                            | Regne Unit    | 12.306        |        |
| 15 de febrer de 1940   | U-48    | Den Haag                               | Països Baixos | 8.971         |        |
| 17 de febrer de 1940   | U-48    | Wilja                                  | Finlàndia     | 3.396         |        |
| 1 de febrer de 1941    | U-48    | Nicolas Angelos                        | Grècia        | 4.351         | OB-279 |
| 24 de febrer de 1941   | U-48    | Nailsea Lass                           | Regne Unit    | 4.289         | SLS-64 |
| 29 de març de 1941     | U-48    | Hylton                                 | Regne Unit    | 5.197         | HX-115 |
| 29 de març de 1941     | U-48    | Germanic                               | Regne Unit    | 5.352         | HX-115 |
| 29 de març de 1941     | U-48    | Limbourg                               | Bèlgica       | 2.483         | HX-115 |
| 2 d'abril de 1941      | U-48    | Beaverdale                             | Regne Unit    | 9.957         |        |
| 3 de juny de 1941      | U-48    | Inversuirmalmès                        | Regne Unit    | 9.456         | OB-327 |
| 5 de juny de 1941      | U-48    | Wellfield                              | Regne Unit    | 6.054         | OB-328 |
| 6 de juny de 1941      | U-48    | Tregarthen                             | Regne Unit    | 5.201         | OB-329 |
| 8 de juny de 1941      | U-48    | Pendrecht                              | Països Baixos | 10.746        | OB-329 |
| 12 de juny de 1941     | U-48    | Empire Dew                             | Regne Unit    | 7.005         | OG-64  |
|                        |         | 26 vaixells enfonsats 1 vaixell malmès |               | 179.165 9.456 |        |